# New Kids Turbo
Pour plus de détails, voir Fiche technique et Distribution.
New Kids Turbo est un film néerlandais, de Steffen Haars et Flip van der Kuil, sorti en 2010.
Tiré de la série télévisée New Kids, le film met en scène une bande de gabbers.

## Synopsis
Aux Pays-Bas, dans le village de Maaskantje, les membres d'un groupe de gabbers se retrouvent sans le sous, privé d'aides sociales. Révoltés, les jeunes gens décident qu'ils ne paieront plus jamais rien. C'est avec beaucoup de débrouillardise et peu de QI, qu'ils devront trouver comment s'offrir bières, chips et essence pour leur Opel Manta...

## Fiche technique
- Titre : New Kids Turbo
- Réalisation : Steffen Haars et Flip van der Kuil
- Scénario : Steffen Haars et Flip van der Kuil
- Musique : Tom Holkenborg
- Photographie : Joris Kerbosch
- Montage : Flip van der Kuil
- Production : Hans De Weers et Reinout Oerlemans
- Société de production : Eyeworks Film & TV Drama et Comedy Central
- Pays :  Pays-Bas
- Genre : Action et comédie
- Durée : 84 minutes
- Dates de sortie : 
  - Pays-Bas : 9 décembre 2010

## Distribution
- Huub Smit : Richard Batsbak
- Tim Haars : Gerrie van Boven
- Wesley van Gaalen : Rikkert Biemans
- Steffen Haars : Robbie Schuurmans
- Flip van der Kuil : Barrie Butsers
- Nicole van Nierop : Manuela
- Ruud Matthijssen : Henk Snackbar
- Samuel Both : Danny
- Djim Leenheers : Nicky
- Guido Pollemans : D'N Dave
- Filip Bolluyt : le commissaire en chef